# امتیاز نهایی (فیلم ۲۰۱۸)
امتیاز نهایی (به انگلیسی: Final Score) یک فیلم اکشن بریتانیایی-آمریکایی محصول سال ۲۰۱۸ به کارگردانی اسکات من که توسط دیوید تی. لینچ و کیت لینچ نوشته شده‌است، با بازی دیو باتیستا، ری استیونسون و پیرس برازنان است.

## داستان
مایکل (دیوید باتیستا) یک سرباز بازنشسته هنگامی که یک استادیوم به صورت ناگهانی توسط گروهی خلافکار و مسلح تصرف می‌شود، می‌بایست از توانایی‌های نظامی خود برای نجات جان سی و پنج هزار نفر تماشاچی این استادیوم استفاده کند و…

## فیلم‌برداری
فیلمبرداری اصلی به‌طور رسمی از ۱۵ اوت ۲۰۱۶ آغاز شد.